# 散水車 (陸上自衛隊)

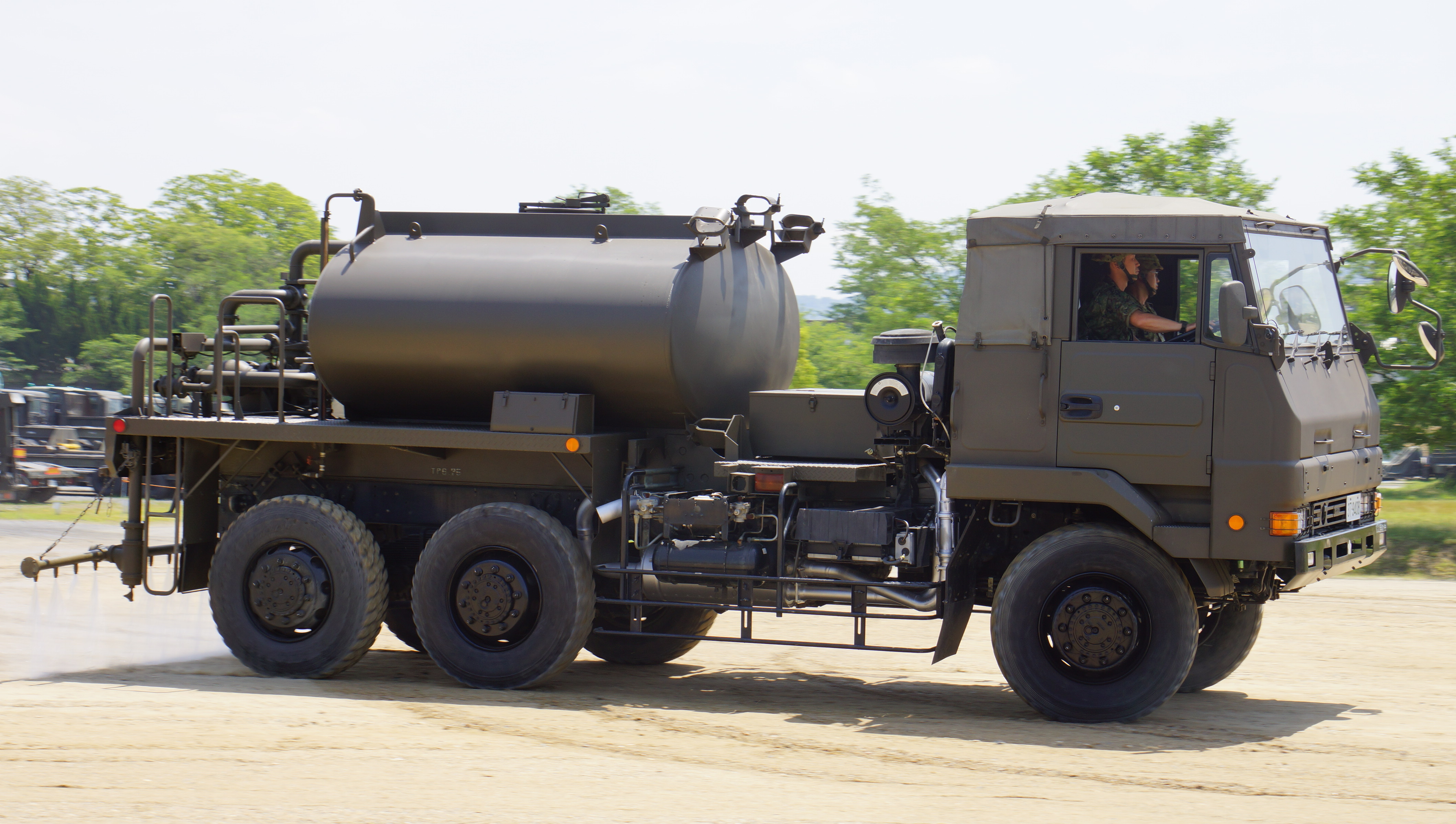

散水車 (陸上自衛隊)（さんすいしゃ りくじょうじえいたい）は、陸上自衛隊の装備。散水車として機能する。海外派遣でも使用された（イラク派遣にも参加）。ベース車両は73式大型トラック。

## 諸元
- 全長：約7200mm
- 全高：約2900mm
- 全幅：約2500mm
- 積載量：4000L

## 特徴

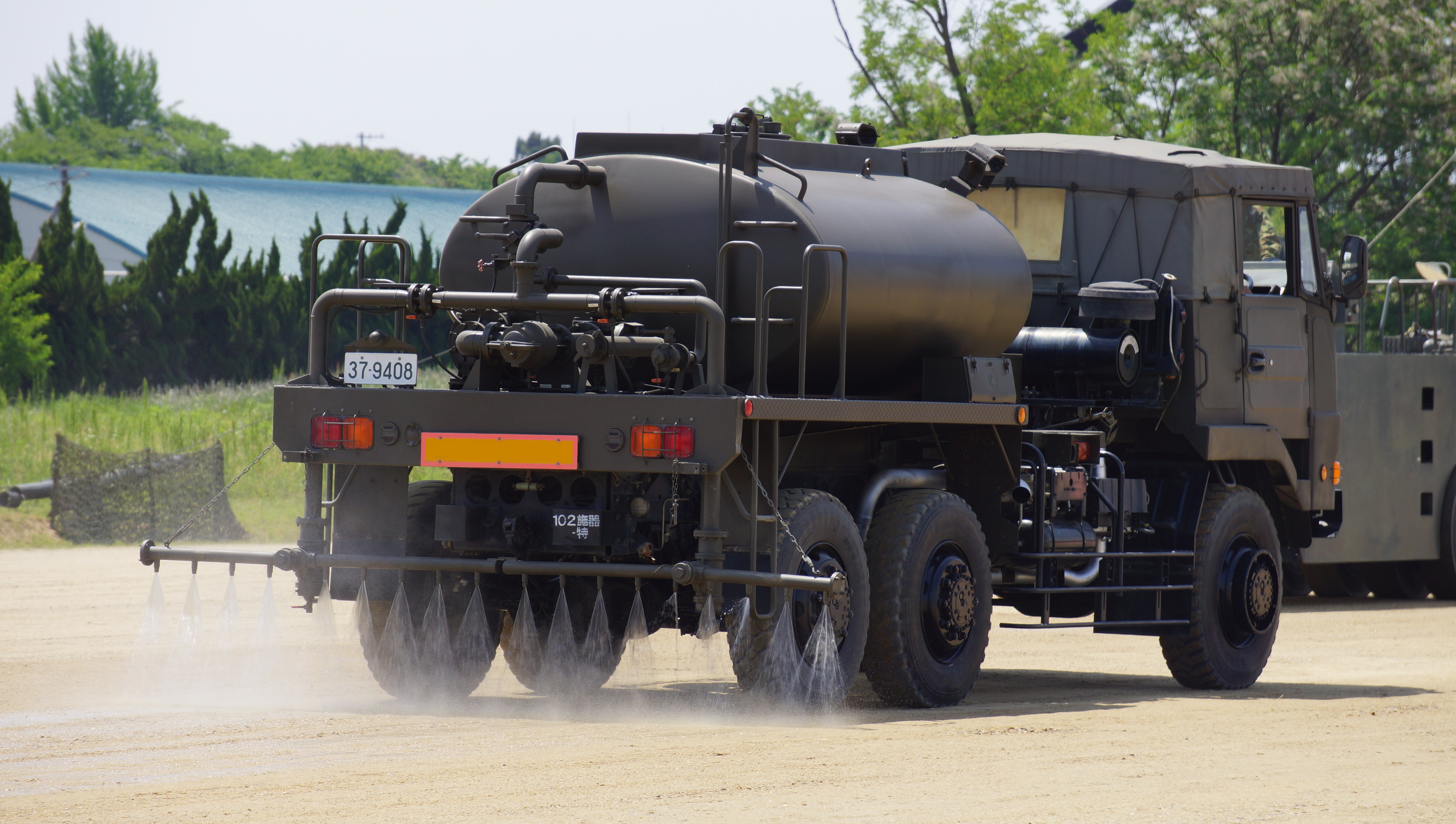
散水車　後方（第4施設団第102施設器材隊特殊器材中隊所属車両）

主として施設科部隊で吸水機能を持つ散水車として使用される。ほかに散水機能を有する装備は除染車がある。

## 製作
- いすゞ自動車